# Concorde Hotels and Resorts
Le groupe Concorde Hotels and Resorts est un groupe hôtelier international, composé de 23 hôtels 4 et 5 étoiles répartis dans 13 pays en Europe, Afrique du Nord, Asie et aux États-Unis. La marque hôtelière Concorde a été créée en 1970 à l’initiative de Pierre Taittinger.  C’est aujourd'hui une filiale du Groupe du Louvre, racheté depuis l’été 2005 par le groupe d’investissements Starwood Capital Group et dirigé par Barry Sternlicht. Son directeur général est Bernard Granier.
Son portefeuille compte des hôtels et complexes de loisirs répartis en Europe, en Afrique du Nord et au Japon, tels que l’hôtel Don Carlos Leisure Resort and Spa à Marbella ou encore l’hôtel Cerulean Tower Tokyu au Japon, dans l'arrondissement de Shibuya à Tokyo.

## Historique
- 1970 : création de la marque Concorde Hotels and Resorts par Guy Taittinger.
- 1974 : inauguration de l’hôtel Concorde La Fayette à la Porte Maillot à Paris.
- 1981 : Concorde Hotels and Resorts rachète l’hôtel Martinez, célèbre palace de la Croisette cannoise.
- 2004 : ouverture du Palais de la Méditerranée à Nice, un hôtel-casino de prestige.
- 2005 : le fonds d’investissement américain Starwood Capital, dirigé par Barry Sternlicht, fait l’acquisition de Concorde Hotels and Resorts. Ouverture de l’hôtel Concorde Berlin.
- 2006 : inauguration de l’hôtel Concorde Montparnasse à Paris et de l’hôtel de la Cité Concorde Lyon.
- 2007 : inauguration de l’hôtel Villa Massalia Concorde Marseille. Le Don Carlos Leisure Resort and Spa à Marbella rejoint également le groupe. Concorde Hotels and Resorts lance un département « Meet In Style » spécialisé dans l’événementiel et l’organisation de conventions et séminaires.
- 2010 : le groupe Concorde Hotels and Resorts lance son programme de développement durable, également appelé RSE, qui repose sur les piliers de la sauvegarde de l’environnement, l’engagement envers ses collaborateurs et l’implication en faveur de la communauté locale et internationale ; Meet and Commit, un ensemble de solutions durables pour l’organisation d’événements ; Business @ Concorde, des services destinés à la clientèle d’affaires : Wi-Fi, plateau TV, accès aux salles de réunion petit déjeuner minute, etc. La même année, respectivement en août et novembre, les hôtels Lutetia et de Crillon à Paris sont revendus à des investisseurs privés d'origine israélienne et saoudienne.
- 2012-2013 : en juin 2012, la presse annonce que le groupe va céder l'hôtel Martinez à Cannes, le Palais de la Méditerranée à Nice, l'hôtel du Louvre et le Concorde Lafayette, à des investisseurs du Qatar[1]. Le 1er février 2013, la finalisation du rachat par Constellation Hotels Holdings, une société de gestion basée au Luxembourg et contrôlée par des capitaux qatariens, est officiellement annoncée[2]. D'après le quotidien Les Échos, la transaction se situe entre 700 et 800 millions d'euros[2].

## Chiffres clés
- plus de 7 000 chambres, dont près de 2 000 à Paris
- 240 salons et salles de réunions à travers le monde, soit près de 11 000 m2, dont 7 500 m2 à Paris

## Hôtellerie de prestige
Le groupe comporte les hôtels quatre et cinq étoiles suivants :
- Afrique du Nord :
  - Hôtel Concorde El Salam, Le Caire, Égypte
  - Hôtel Concorde El Salam, Sharm el Sheikh, Égypte
  - Les Berges du Lac Concorde, Tunis, Tunisie

- Japon
  - Hôtel Cerulean Tower Tokyu, Tokyo
  - Hôtel Nagoya Tokyu, Nagoya

- Europe
  - Hôtel Concorde Montparnasse, Paris, France
  - Hôtel Imperator Concorde, Nîmes, France
  - Hôtel Regent Contades, Strasbourg, France
  - Hôtel Princesa Sofia, Barcelone, Espagne
  - Hôtel Don Carlos Leisure Resort and Spa, Marbella, Espagne
  - Hôtel Casa Marcello, Prague, République tchèque
  - Hôtel Paris, Prague, République tchèque
  - Hôtel Villa Massalia Concorde, Marseille, France
  - Hôtel de la Paix, Genève, Suisse

Hôtel en cours de cession : 
- Hôtel The Colonnade, Boston, Massachusetts

Hôtels cédés :
- Grand Hôtel de l'Opéra, Toulouse, France

- Hôtel Concorde La Fayette, Paris, France
- Hôtel de Crillon, Paris, France
- Hôtel du Louvre, Paris, France
- Hôtel Lutetia, Paris, France
- Hôtel de la Cité Concorde, Lyon, France
- Hôtel Martinez, Cannes, France
- Palais de la Méditerranée, Nice, France
- Concorde Opéra Paris, France

## Restauration
Les 23 hôtels du groupe comptent plusieurs brasseries classiques à la française telles que le Terminus Café (hôtel Concorde Opéra Paris) et la Brasserie du Louvre (repensée en 2010 par Guy Martin), et de grands restaurants primés tels que la Palme d’Or (Christian Sinicropi à l’hôtel Martinez), ou encore le Vertig’O (Jérôme Manifacier à l’Hôtel de la Paix).

## Direction
- Barry S. Sternlicht, président-directeur général du groupe Starwood Capital Group
- Steven Goldman, président du Groupe du Louvre
- Bernard Granier, directeur général de Concorde Hotels and Resorts

## Liens
- Groupe du Louvre
- Louvre Hotels